# Culicoides zumbadoi
Culicoides zumbadoi är en tvåvingeart som beskrevs av Gustavo R. Spinelli och Art Borkent 2004. Culicoides zumbadoi ingår i släktet Culicoides och familjen svidknott.
Artens utbredningsområde är Costa Rica. Inga underarter finns listade i Catalogue of Life.